# Myślibórz (district)
Myślibórz (powiat myśliborski) is een Pools district (powiat) in de woiwodschap West-Pommeren. De oppervlakte bedraagt 1181,95 km², het inwonertal 67.417 (2014). Het district ligt tegen de Duitse grens aan. Het district ontstond op 1 januari 1999, na de Poolse bestuurlijke herindeling van 1998. De hoofdstad van het district is Myślibórz (Soldin). 

## Steden
- Barlinek (Berlinchen)
- Dębno (Neudamm)
- Myślibórz (Soldin)

## Gemeentes
Het district is onderverdeeld in een vijftal gemeentes (gmina's)
| Gemeente            | Type                         | Oppervlakte (km²) | Inwonersaantal (2006) | Hoofdstad           |
| ------------------- | ---------------------------- | ----------------- | --------------------- | ------------------- |
| Myślibórz           | stad- en plattelandsgemeente | 328,3             | 20.898                | Myślibórz           |
| Dębno               | stad- en plattelandsgemeente | 318,8             | 20.805                | Dębno               |
| Barlinek            | stad- en plattelandsgemeente | 258,8             | 19.528                | Barlinek            |
| Nowogródek Pomorski | plattelandsgemeente          | 146,2             | 3282                  | Nowogródek Pomorski |
| Boleszkowice        | plattelandsgemeente          | 129,9             | 2899                  | Boleszkowice        |

Stadsdistricten: Szczecin · Koszalin · Świnoujście

Districten:
Białogard · Choszczno · Drawsko Pomorskie · Goleniów · Gryfice · Gryfino · Kamień · Kołobrzeg · Koszalin · Łobez · Myślibórz · Police · Pyrzyce · Sławno · Stargard · Szczecinek · Świdwin · Wałcz

Grootste steden:
Białogard · Goleniów · Gryfino · Kołobrzeg · Koszalin · Police · Stargard · Świnoujście · Szczecin · Szczecinek · Wałcz